# Десмонд (Адэр)
Замок Адэр — исторический замок в деревне Адэр, графство Лимерик, Ирландия. Также известен как замок Десмонд в Адэр (не путать с Десмондом в Кинсейле).
Согласно преданию, основан в конце XII в. О’Донованами, тогдашними правителями региона. Позже перешёл во владение килдарской ветви Фицджеральдов одновременно с замком Крум и пришёл в запустение.
Восстановительные работы ведутся в замке с 1996 г., в настоящее время летом разрешены экскурсии в сопровождении экскурсовода.